# Синельщикова, Марина Николаевна
Мари́на Никола́евна Сине́льщикова (в девичестве Знак; род. 17 мая 1961, Восточный Берлин, ГДР) — советская и белорусская гребчиха, выступала за сборные СССР, СНГ и Беларуси по академической гребле в 1980-х — 1990-х годах. Участница четырёх летних Олимпийских игр, бронзовая призёрша Игр в Атланте, четырежды чемпионка мира, многократная победительница регат всесоюзного и республиканского значения. На соревнованиях представляла спортивное общество «Динамо», заслуженный мастер спорта СССР (1987).

## Биография
Марина Знак родилась 17 мая 1961 года в Берлине, ГДР. Активно заниматься академической греблей начала в раннем детстве, проходила подготовку в минском добровольном спортивном обществе «Динамо», тренировалась под руководством таких специалистов как В. В. Синельщиков и Л. П. Фролов.
Первого серьёзного успеха добилась в 1985 году, когда побывала на чемпионате мира в бельгийском городе Хазевинкель и сразу же завоевала золото в программе женских восьмиместных экипажей с рулевой. Год спустя защитила чемпионский титул на чемпионате мира в английском Ноттингеме. В 1987 году вновь вошла в основной состав советской национальной сборной и на мировом первенстве в Копенгагене пыталась в третий раз подряд стать чемпионкой — на сей раз вынуждена была довольствоваться бронзовой наградой, уступив в финале командам из Румынии и США.
Благодаря череде удачных выступлений в 1988 году Знак удостоилась права защищать честь страны на летних Олимпийских играх в Сеуле — в программе распашных восьмёрок с рулевой дошла до финальной стадии, однако в решающем заезде финишировала четвёртой. На чемпионате мира 1991 года в Вене выиграла серебряную медаль в зачёте восьмёрок, позже прошла отбор в так называемую Объединённую команду, созданную из спортсменов бывших советских республик для участия в Олимпийских играх 1992 года в Барселоне — в программе распашных восьмиместных экипажей заняла в финале четвёртое место, немного не дотянув до призовых позиций.
После окончательного распада Советского Союза продолжила выступать за сборную Беларуси — впоследствии приняла участие ещё во многих престижных международных регатах. Так, в 1993 году Марина Знак съездила на чемпионат мира в чешский город Рачице, где заняла пятое место среди рулевых восьмёрок и седьмое среди безрульных четвёрок. На чемпионате мира 1994 года в американском Индианаполисе была пятой в восьмёрках и шестой в четвёрках. С мирового первенства 1995 года в финском Тампере привезла награду бронзового достоинства, выигранную в безрульных четырёхместных лодках. Будучи в числе лидеров белорусской национальной сборной, прошла отбор на Олимпиаду 1996 года в Атланте, в составе команды, куда также вошли гребчихи Елена Микулич, Наталья Волчек, Наталья Стасюк, Тамара Давыденко, Валентина Скрабатун, Наталья Лавриненко, Александра Панькина и рулевая Ярослава Павлович, завоевала в зачёте восьмёрок бронзовую медаль, пропустив вперёд только экипажи из Румынии и Канады.
В 1997 и 1998 годах Знак неоднократно становилась победительницей и призёркой различных этапов Кубка мира, тогда как в 1999 году на мировом первенстве в канадском Сент-Катаринсе взяла золото в безрульных четвёрках, обогнав в финальном заезде всех своих соперниц. В следующем сезоне повторила это достижение на чемпионате мира в хорватском Загребе, кроме того, выступила в восьмёрках на Олимпийских играх в Сиднее, где остановилась в шаге от призового места, стала четвёртой (в третий раз в своей карьере). Впоследствии оставалась действующей профессиональной спортсменкой ещё в течение нескольких лет, однако на крупные соревнования уже не ездила, выступая во втором составе сборной Беларуси.
Имеет высшее образование, в 1989 году окончила Белорусский государственный университет физической культуры. Замужем за Владимиром Синельщиковым, заслуженным тренером Беларуси по академической гребле.